# Paulo Mota Pinto
Paulo Cardoso Correia da Mota Pinto (Coimbra, 18 de Novembro de 1966) é um jurista, professor e político português e ex-Presidente do grupo parlamentar do Partido Social Democrata. Atualmente, é deputado à Assembleia da República pelo PSD nas Eleições Legislativas de 2022, pelo círculo eleitoral do distrito do Leiria e também é Presidente da Assembleia Municipal de Pombal.

## Biografia
É filho de Carlos Alberto da Mota Pinto e de sua mulher, Maria Fernanda Cardoso Correia.
Licenciado em Direito, mestre e doutor em Ciências Jurídico-Civilísticas, iniciou a sua atividade docente em 1990, sendo professor da Faculdade de Direito da Universidade de Coimbra. 
Como jurisconsulto integrou a Comissão para a Reforma do Direito do Consumo e para o Código do Consumidor, desde 1996, e do Grupo de Peritos nomeado em 2010 pela Comissão Europeia para rever o Projeto de Quadro Comum de Referência sobre Direito dos Contratos, até 2011. Publicou ampla obra jurídica, sobretudo no campo do Direito Civil e dos direitos fundamentais, e participou em anteprojetos legislativos sobre a venda de bens de consumo, a publicidade domiciliária indesejada ou os direitos da personalidade (no Código Civil de Macau). Foi ainda membro da Comissão de Auditoria da ZON e é atualmente presidente do Conselho Fiscal da NOS.
Foi Juiz Conselheiro do Tribunal Constitucional, eleito pela Assembleia da República, entre 1998 e 2007. 
Militante do Partido Social-Democrata, destacou-se no período de liderança de Manuela Ferreira Leite, de quem foi mandatário na candidatura da antiga Ministra das Finanças à presidência do partido, em abril de 2008, assumindo em seguida uma das vice-presidências da Comissão Política Nacional, entre 2008 e 2010. Foi o redator do programa eleitoral com que o PSD se apresentou às legislativas de 2009, intitulado Compromisso de Verdade. 
Eleito deputado à Assembleia da República, nas legislativas de 2009, após encabeçar a candidatura do PSD no círculo eleitoral de Coimbra, exerceu até ao fim da XI Legislatura o cargo de presidente da Comissão Parlamentar de Orçamento e Finanças. Na legislatura iniciada em 2011 seria reeleito deputado, desta vez pelo círculo eleitoral de Lisboa, exercendo a função de presidente da Comissão de Assuntos Europeus da Assembleia da República.
Em 2011 integrou a Comissão Política da recandidatura de Aníbal Cavaco Silva à Presidência da República.
Em 2021, foi eleito Presidente da Assembleia Municipal de Pombal.
Nas eleições legislativas de 2022, foi escolhido por Rui Rio para ser cabeça de lista pelo Distrito de Leiria, levando o PSD à primeira derrota no distrito em eleições legislativas na história. Após as eleições, tornou-se Presidente do Grupo Parlamentar do PSD, tendo-se demitido do cargo após a eleição de Luís Montenegro enquanto Presidente do PSD.
Desde 2023, é sócio correspondente da Classe de Letras da Academia das Ciências de Lisboa (5.ª Secção - Direito).

## Resultados Eleitorais

### Eleições Legislativas
| Data | Partido | Partido | Circulo eleitoral | Posição     | Cl.     | Votos          | %              | +/-    | Status                                                         | Notas |
| ---- | ------- | ------- | ----------------- | ----------- | ------- | -------------- | -------------- | ------ | -------------------------------------------------------------- | ----- |
| 2009 |         | PPD/PSD | Coimbra           | 1.º (em 10) | 2.º     | 72 418         | 30,57 / 100,00 |        | Eleito                                                         |       |
| 2011 | Lisboa  | PPD/PSD | 3.º (em 47)       | 1.º         | 398 789 | 34,10 / 100,00 |                | Eleito |                                                                |       |
| 2022 | Leiria  | PPD/PSD | 1.º (em 10)       | 2.º         | 81 778  | 34,68 / 100,00 |                | Eleito | Presidente do Grupo Parlamentar do PSD (março 2022-junho 2022) |       |

### Eleições Autárquicas

#### Assembleia Municipal
| Data | Partido | Partido | Concelho | Posição     | Cl. | Votos  | %              | +/- | Status | Notas                              |
| ---- | ------- | ------- | -------- | ----------- | --- | ------ | -------------- | --- | ------ | ---------------------------------- |
| 2021 |         | PPD/PSD | Pombal   | 1.º (em 21) | 1.º | 12 283 | 53,56 / 100,00 |     | Eleito | Presidente da Assembleia Municipal |